# 生態環境與經濟發展脫鉤

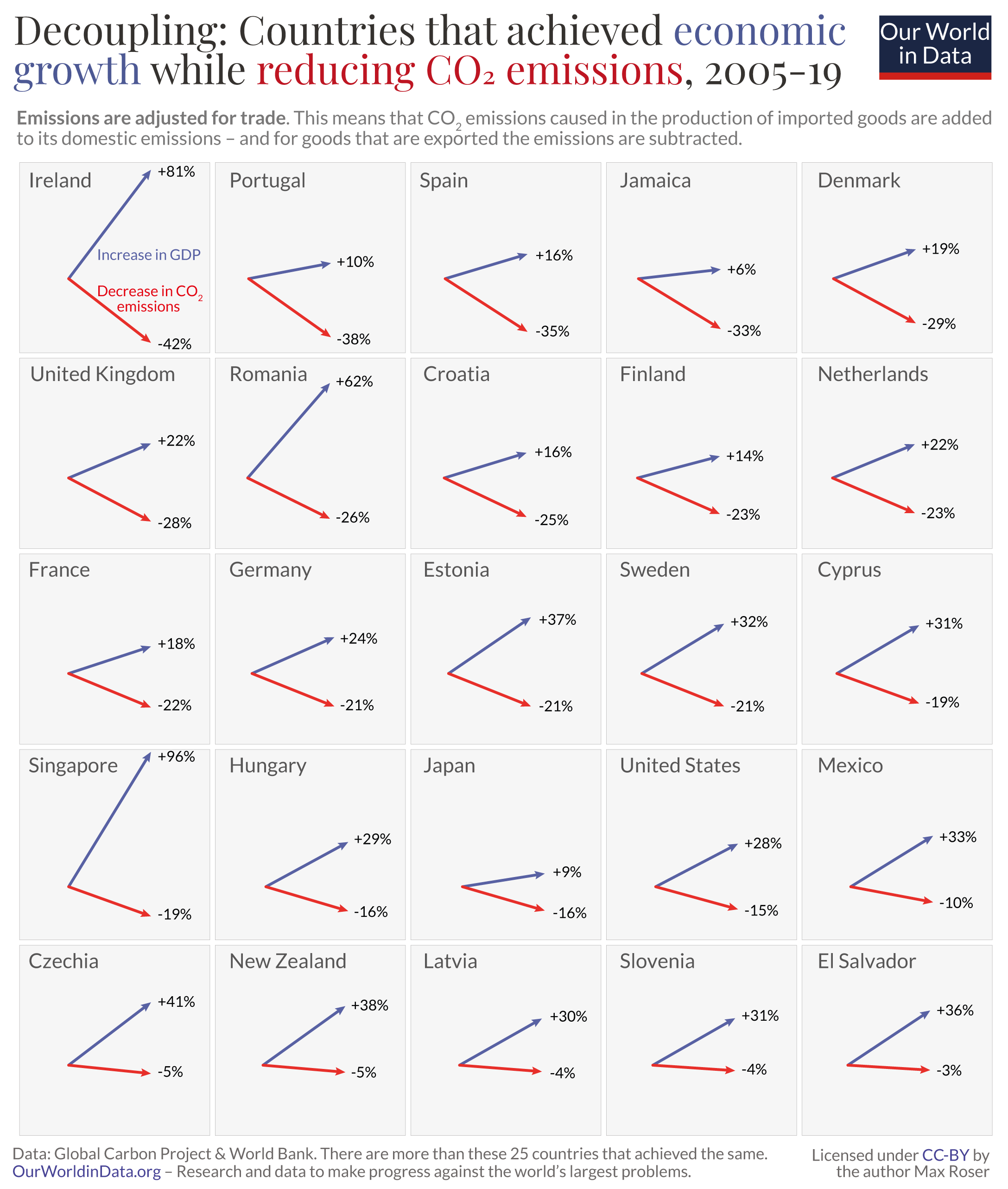
世界上既能降低溫室氣體排放，又能維持經濟成長的國家，這種現象稱為生態環境與經濟成長脫鉤。

在經濟和環境領域，所謂生態環境與經濟發展脫鉤（英語：Eco-economic decoupling）指的是不對環境增加壓力的情況下仍能維持經濟成長。在許多經濟體中，國內生產毛額（GDP）增加時會升高對環境的壓力。一個經濟體如果能夠維持成長，且同時又減少水或化石燃料等資源的使用量，避免環境惡化，就是所謂的脫鉤。衡量環境壓力通常以排放污染物的數量來表達，脫鉤通常以經濟成長所使用的排放強度來衡量。
研究發現所謂的絕對脫鉤很少見，只有少數工業化國家的GDP與"基於消費"的二氧化碳排放存在微弱的脫鉤。於2020年發表的一項研究報告提及並未發現國家或國際發生西此種脫鉤的證據。在存在此類證據的案例中，轉向服務型經濟被認為是可能的解釋之一。環境庫茲涅茨曲線 (Environmental Kuznets Curve) 則是一種描述經濟發展與環境污染之間脫鉤的理論模型。

## 定義
經合組織（OECD）於2022年對此用語的定義如下：「所謂脫鉤指的是打破『破壞環境』和『經濟利益』之間的聯繫」。即財富增加的速度大於不良影響增加的速度。

## 名詞

### 相對與絕對脫鉤
《無成長亦能繁榮》一書作者提姆·傑克森強調區分相對脫鉤和絕對脫鉤的重要性：
- 相對脫鉤 指的是單位經濟產出導致的生態強度下降。在此情況下，資源的影響相對於GDP有所下降，而GDP本身仍能上升。[8]
- 絕對脫鉤 指的是資源影響絕對下降的情況。如果要實現絕對脫鉤，資源效率必須至少與經濟產出一樣快速提高，且必須隨經濟的成長而持續升高。[8]

傑克森指出一經濟體可堂而皇之宣稱其經濟在單位GDP的能源投入方面已相對脫鉤。然而在此情況下的整體環境影響仍會增加，但成長速度會低於GDP的成長速度。
傑克森利用這種差異來警告技術樂觀主義者，他們使用「脫鉤」的說法是「一種擺脫成長困境的遁詞」。他指出全球經濟中「有相當多的證據支持[相對脫鉤]的存在」，但「[絕對脫鉤]的證據很難找到」。
同樣的，生態經濟學家和穩態經濟理論家赫爾曼·E·戴利在1991年說道：
雖然「以採通貨膨脹調整後的美元計算，於1969年生產一美元國民生產毛額（GNP）所用的材料是1900年生產一美元國民生產毛額所用材料的一半。」，話說如此，在此段期間內的材料消耗總量卻增加400%。
|                        | 相對脫鉤                                                         | 絕對脫鉤                                              |
| ---------------------- | ---------------------------------------------------------------- | ----------------------------------------------------- |
| 描述                   | 每單位經濟產出資源投入強度下降                                   | 經濟產出上升，而資源使用量"絕對值"下降                |
| 舉例                   | 碳效率提升（但改善程度低於經濟增長）                             | 碳效率提升的程度高於經濟增長                          |
| 與I=PAT的關聯          | 碳強度下降 (但 ≤ 人口成長 + 收入成長)                            | 碳強度下降 ( > 人口成長 + 收入成長)                   |
| 在氣候變化上的呈現     | 是:依據二氧化碳排放相對於經濟成長，在1965年至2015年間有34%的下降 | 否:於1965年至2015年間增長300%（二氧化碳排放的絕對值） |
| 在自然資源耗用上的呈現 | 否:自然資源耗用的增長程度高於GDP的增長 (1990年至2015年)          | 否:自然資源耗用全面增長 (1990年至2015年)              |

於1990年至2015年期間間，每美元GDP的碳強度每年下降0.6%（相對脫鉤），但人口每年增長1.3%，人均收入也每年增長1.3%。也就是說，碳排放每年的增長是1.3 + 1.3 − 0.6 = 2%，在25年增加了62%（數據顯示並無絕對脫鉤）。傑克森表示：
沒有簡單的公式可將市場效率直接轉化為達成生態目標。簡單地假設資本主義的效率可讓我們穩定氣候，無異是種妄想。 [...]我在本章的分析顯示一般人認為可在不改革市場經濟結構的情況下將「深度」排放和資源削減的想法達成，這完全是異想天開。
美國環境科學家唐妮菈·米道斯對於經濟成長和環境退化的看法為：
於成長一事，既有益處，也有弊端，但我們通常不將成本計入 - 其中包括貧窮和飢餓、環境破壞等等 - 而我們居然試圖透過成長來解決所有問題！我們需要的是較慢的成長、不同類型的成長，以及在某些情況下的不成長，或是負成長。世界領袖們將經濟增長視為解決幾乎所有問題的答案，這固然正確，但他們正不遺餘力地將其推向錯誤的方向。

### 資源與影響脫鉤
所謂資源脫鉤是指降低單位經濟活動的資源使用率。"去物質化"指的是在相同的經濟投入下，使用更少的物質、能源、水和土地資源。而影響脫鉤指的是增加經濟產出的同時又減少負面環境影響。這類影響源自於資源開採與耗用。

## 相關性
史上顯示的是經濟成長與環境惡化之間存在密切的相關性：當社區規模擴大和繁榮，環境也隨之惡化。這種趨勢在人口數量、經濟成長和環境指標的圖表上有清楚的體現（參見I=PAT）。有人擔心若非將資源的使用予以控制，現代全球文明將重蹈古代文明因過度開發而走上崩潰一途。傳統經濟學主要關注經濟成長和資源有效配置，而生態經濟學則具有永續規模（而非無止境成長）、公平分配和有效配置的明確目標。倡導環境效率的世界企業永續發展委員會指出，「在失敗的社會中，無法產生成功的企業。」
在經濟和環境領域，「脫鉤」越來越多被用在表達在經濟生產中的環境品質。這種用法指的是當經濟成長時，卻不導致相應環境壓力增加的後果。生態經濟學所研究的包含有社會新陳代謝、進入和退出經濟系統的資源數量與環境品質間的關係。一個能在不損害環境的情況下而維持GDP成長的經濟體被認為達成脫鉤。但如何、是否或是在多大程度上可實現這一點，是個備受爭議的議題。
由聯合國環境署 (UNEP) 設立的國際資源委員會於2011年提出警告，若非各國能夠認真嘗試脫鉤，全球到2050年每年將可能會消耗1,400億噸礦物、礦石、化石燃料和生物質，是目前消耗速度的三倍 。報告指出，已開發國家公民對這四種主要資源的每年人均消耗量為16噸（一些已開發國家的人均消耗量高達40噸或更多）。相較之下，印度的人均年消耗量僅為4噸。
而針對永續性的研究則在分析透過改進經濟管理、產品設計、或新技術以降低資源強度（單位商品或服務的生產、消費和處置所需的資源（例如水、能源或材料）數量）的方法。
對於提高技術效率和創新是否能讓經濟成長與環境退化完全脫鉤，存在相互矛盾的觀點。在一方面，效率專家聲稱資源使用強度（即單位GDP成長耗用的能源和材料）原則上可降低至少4到5倍，可在不增加資源消耗及污染的情況下實現持續的經濟成長。而在另一方面，針對技術效率改善的大量歷史分析已確鑿表明能源和材料的使用效率提升幾乎均被經濟增長抵消。這在很大程度上是由於反彈效應（或稱傑文斯悖論) 所致，最終導致資源使用和相關污染發生淨增加。此外，所有效率提升都存在固有的熱力學限制 (例如熱力學第二定律) 和實際上的限制。。例如種植糧食時有一無法避免的最低材料要求，在不失去必要功能的情況下，讓汽車、房屋、家具和其他產品變得更輕薄短小也有其限制。由於資源利用效率在理論和實踐上都不可能無限提高，想達成經濟持續無限增長，卻不伴隨升高的資源枯竭和環境污染，同樣也不可能，即經濟增長與資源枯竭可在短期內達成一定程度的脫鉤，卻不可能長久維持。因此長期永續性需向穩態經濟轉型（GDP總量或多或少保持不變），如同赫爾曼·E·戴利和生態經濟學界的其他人在幾十年來所倡導的。
經合組織於2019年發佈的報告《環境概述指標－氣候變化（Environment at a Glance Indicators – Climate change）》指出，在維持GDP成長的同時又能減少溫室氣體排放，是全球在未來幾年的主要挑戰。

## 政策
目前已有政策提出以創造條件，利於對資源生產力進行廣泛投資。有此方面的專家表示，此類政策包括提高資源價格，使之與能源或資源生產力提升成正比。將稅收重心轉移到資源價格上，例如透過原產地資源稅或針對產品進口徵收資源稅，並將稅收收入置入經濟之中循環使用。. ..

## 技術
國際資源委員會在一篇名為Decoupling 2的報告提出多項技術，包括：
- 節能技術（直接減少化石燃料消耗、節省工業用電、減少交通運輸中化石燃料用量的技術…）
- 節省使用金屬和礦物的技術（減少金屬使用、從廢物流中回收材料的技術…）
- 節約淡水和生物資源的技術（節約淡水抽取量、保護土壤肥力、節省生物資源的技術…）[29]

## 文檔資料
國際資源委員會於2014年發佈的Decoupling 2，"強調開發中國家和已開發國家利用現有技術加速脫鉤，並獲得資源生產力提高所帶來的環境和經濟效益的可能性和機遇。 "Decoupling 2的主要協調作者是德國科學家及政治人物恩斯特·烏爾利希·馮·魏茨澤克。
國際資源委員會於2016年發佈的另一份報告指出，「全球物質生產力自2000年左右以來有所下降，現在全球經濟每單位GDP比世紀之交需要使用更多的材料」，這是將生產從高收入國家移轉到中等收入國家的經濟轉型結果。也就是說，物質流的成長一直高於GDP的成長。這與脫鉤的走向背道而馳，有些人將這種情況稱為過度耦合（overcoupling）。

## 缺乏脫鉤的證據
沒有實證證據支持存在足以避免環境惡化的大規模生態經濟脫鉤現象，而且未來發生這種脫鉤的可能性也不高。只有重新思考綠色增長政策，並輔以充足原則才能降低環境壓力。
2020年，時任畢馬威美國公司永續發展服務總監蓋亞·荷靈頓將其分析報告發表於耶魯大學的《工業生態學雜誌》。這份報告評估根據2020年已知的有關「成長限制」報告中重要因素的關鍵數據是否支持原始報告的結論。特別是2020年的研究審查人口、生育率、死亡率、工業產出、糧食生產、服務業、不可再生資源、持續污染、人類福祉和生態足跡等10個因素的最新定量信息，結論是 「成長極限」的預測本質上正確，因為持續的經濟成長無法永續。
研究發現，目前的實證數據最符合兩種情境：一切如常（Business as Usual，簡稱BAU）和綜合技術（Comprehensive technology，簡稱CT）。在這兩種情景中，成長都將在2030年左右達到峰值，但在BAU情景中，社會崩潰會在2040年左右發生，而在CT情景中，不利影響將減弱。發生穩定世界（Stabilized World，簡稱SW，描述走向永續發展的世界）的可能性較小，在此模型中，經濟成長停止，但人類福利並未受到損害。作者於她的研究總結說："雖然穩定世界情景與現實的軌跡最不吻合，但如果社會轉向追求非增長的目標，並刻意改變發展軌跡，那麼實現永續發展仍然有可能。然而這個機會之窗正在快速關閉。"
科學家兼作家瓦茨拉夫·斯米爾表示：「如果地球上沒有一個狀態良好的生物圈，就不會有生命存在，道理顯而易見。經濟學家會說我們可將增長與物質消費脫鉤，但這完全是無稽之談。歷史證據清楚提出可選的方案很明確。如果你不設法管理衰退，最終就會被它吞噬，走向滅亡。最好的希望是找到一種方法來管理它。」 
一份於2020年發表，對180項科學研究報告的統合分析指出，「沒有證據表明有達成生態永續性所需的脫鉤」，並且「在缺乏有力證據的情況下，所謂脫鉤，部分取決於信仰」。

### 資料來源
- Huesemann, Michael; Huesemann, Joyce. . New Society Publishers. 4 October 2011. ISBN 978-0-86571-704-6 （英语）.

## 外部連結
- 2015 article by George Monbiot